# ويليام بنجامين روبنسون
ويليام بنجامين روبنسون هو سياسي كندي، ولد في 22 ديسمبر 1797 في كندا، وتوفي بنفس المكان في 18 يوليو 1873.